# William David Coolidge
William David Coolidge (Hudson, 23 ottobre 1873 – Schenectady, 3 febbraio 1975) è stato un fisico, ingegnere e inventore statunitense.
Egli diede un contributo determinante alle apparecchiature a raggi X. Fu direttore dei laboratori di ricerca della General Electric e vice-presidente della società Egli divenne famoso anche per lo sviluppo del "tungsteno duttile", che è importante per le  lampadine a incandescenza

## Biografia

### Primi anni
Coolidge nacque in una fattoria nei pressi di Hudson, nel Massachusetts. Studiò ingegneria elettrotecnica dal 1891 al 1896 presso il Massachusetts Institute of Technology (MIT). Dopo un anno come assistente di laboratorio, si recò in Germania per ulteriori studi e ottenne il suo dottorato presso l'Università di Lipsia. Dal 1899 al 1905 fu assistente ricercatore di Arthur Amos Noyes presso il Dipartimento di chimica dello MIT.

### Il tungsteno duttile

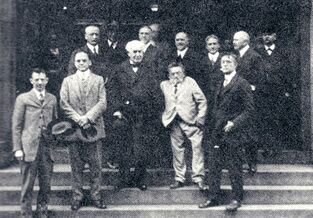
William D. Coolidge, primo a sinistra in prima fila con Willis Rodney Whitney, Thomas Edison, Charles Proteus Steinmetz, Irving Langmuir

Coolidge andò a lavorare come ricercatore presso i nuovi laboratori di ricerca della General Electric nel 1905, condusse esperimenti che lo portarono all'utilizzo del tungsteno come filamento elettrico nelle lampadine a incandescenza. Egli sviluppò il cosiddetto "tungsteno duttile", che poteva essere più facilmente ridotto in filamenti, purificando l'ossido di tungsteno.
Dal 1911 la General Electric mise sul mercato le lampadine che usavano il nuovo metallo, che divennero presto un'importante fonte di incassi per l'azienda. Egli chiese e ottenne un brevetto (US#1,082,933) per questa invenzione nel 1913, ma nel 1928 un tribunale statunitense stabilì il suo brevetto del 1913 non era valido come invenzione.

### Il miglioramento dei tubi a raggi X

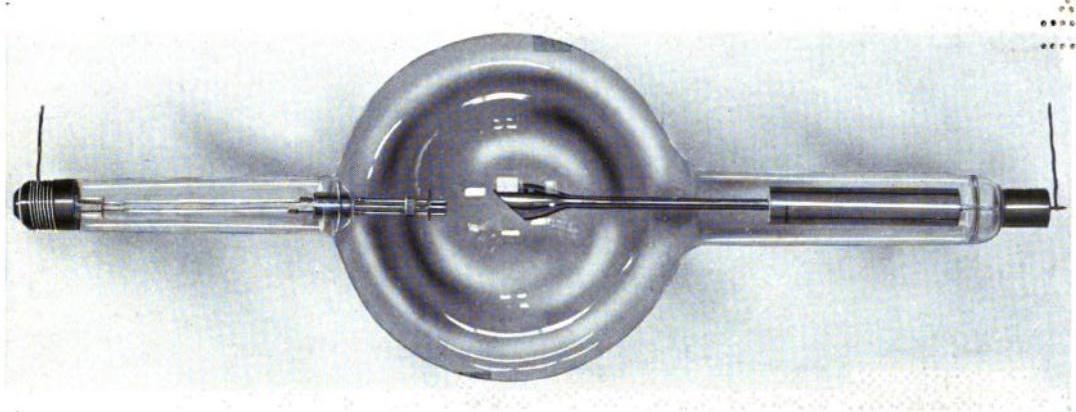
Tubo a raggi-X di Coolidge X del 1917. Il catodo riscaldatore è a sinistra, l'anodo a destra. I raggi-X vengono emessi verso il basso.

Nel 1913 egli inventò il "tubo di Coolidge", un tubo generatore di raggi-X con un catodo migliorato per l'utilizzo in queste apparecchiature, che consente una visualizzazione più intensa dell'anatomia profonda e dei tumori. Il tubo di Coolidge, che usava anch'esso un filamento di tungsteno, fu uno sviluppo dei più importanti nella nascente specializzazione della radiologia (Brevetto USA archiviato nel 1913 e riconosciuto come brevetto USA 1,203,495 nel 1916).  Il suo principio di base è utilizzato ancora oggi. Coolidge inventò anche il primo tubo per raggi-X con anodo rotante.

### Fine carriera
Coolidge divenne direttore dei laboratory di ricerca della General Electric nel 1932 e vicepresidente della società nel 1940, carica che mantenne fino al suo ritiro, avvenuto nel 1944, dopo il quale continuò la sua collaborazione come consulente.

## Riconoscimenti
- 1914: Premio Rumford, riconosciutogli dall'American Academy of Arts and Sciences
- 1926: Medaglia Howard N. Potts, riconosciutagli dal Franklin Institute
- 1927: Medaglia Hughes, riconosciutagli dalla Royal Society
- 1927: Medaglia Louis E. Levy
- 1927: Medaglia Edison, riconosciutagli dall'American Institute of Electrical Engineers «…per il suo contributo all'illuminazione elettrica incandescente e all'arte dei raggi-X». Egli rifiutò questo prestigioso riconoscimento a causa del fatto che il tribunale aveva dichiarato nel 1913 non valido il suo brevetto sul "tungsteno duttile".
- 1939: Medaglia Faraday, riconosciutagli dall'allora Institution of Electrical Engineers
- 1944: Medaglia Franklin, riconosciutagli dal Franklin Institute[4]
- 1963: Medaglia Röntgen, riconosciutagli dalla città tedesca di Remscheid per la sua invenzione del "catodo caldo" nei tubi a raggi-X
- 1975: eletto nella National Inventors Hall of Fame